# Beyond Skyline
Série Skyline
Skyline
(2010) Skylines
(2020)
Pour plus de détails, voir Fiche technique et Distribution.
Beyond Skyline est un film de science-fiction multinational écrit et réalisé par Liam O'Donnell et sorti en 2017.
Second volet de la saga Skyline, il s'agit de la suite du film Skyline (2010).

## Synopsis
À la même époque que le premier film, le policier Mark Corley est avec son fils Trent dans le métro et assiste à l'invasion de Los Angeles par des extra-terrestres. Audrey, la conductrice du métro reçoit un message l'avertissant de ne pas regarder une lumière bleue. Ignorant ce message, Trent la regarde, est hypnotisé et est irrémédiablement attiré par cette lueur qui s'avère également être une sorte de champ de force capturant des humains par centaines. C'est l'intervention de son père qui l'a retenu de toutes ses forces, l'empêchant ainsi d'être aspiré contrairement aux autres personnes qui ont regardé cette lumière. Mark aide ensuite un petit groupe de survivants à quitter la ville envahie par les extra-terrestres mais au cours de leur périple ils sont capturés et enfermés à bord d'un vaisseau spatial alien. Séparé du groupe de survivants, Mark rencontre un extra-terrestre différent des autres car celui-ci se bat du côté des humains : c'est Jarrod, héro du film précédent. Mark rencontre ensuite Elaine, la femme de Jarrod, enceinte et sur le point d'accoucher, il l'aide à faire naître leur enfant qui s'avère être une petite fille qui grandit très vite et se révèle avoir des dons. Mark retrouve ensuite son fils qui se fait décerveler par des tentacules hostiles afin de devenir un soldat extra-terrestre. Ce dernier était en compagnie d' Audrey la conductrice de métro et de Sarge, un vétéran de la guerre du Vietnam, afro-américain agé et aveugle. Ensemble ils affrontent le chef des aliens. Au cours de la bagarre, Jarrod provoque une explosion dans l'astronef qui s'écrase dans la jungle du Laos. Sarge succombe à ses blessures tandis que Mark et Audrey qui tient dans ses bras la petite fille rencontrent, Sua et Kanya. Ces derniers, un frère et une sœur laotiens opérant dans le triangle d'or, s'aident mutuellement pour combattre la menace extraterrestre. Ils se réfugient dans un temple bouddhiste où Mark, Audrey et la jeune fille  rencontrent un scientifique du nom de Harper. Celui-ci a trouvé un remède contre les effets de la lumière hypnotique dans le sang de la jeune fille. Avec ce remède versé dans une seringue, Mark s'infiltre dans le vaisseau extra-terrestre et parvient à l'injecter dans une bombe extraterrestre qui rend la conscience à tous les humains qui ont été transformés en alien et tue le chef des envahisseurs. Dix ans plus tard, le bébé qui est devenu adulte est à la tête de la résistance humaine, traquant les extra-terrestres jusqu'au confins de l'univers pour les éliminer.

## Fiche technique
- Titre original et français : Beyond Skyline
- Titre québécois: Au-delà de l'horizon
- Réalisation : Liam O'Donnell
- Scénario : Liam O'Donnell, d'après les personnages créés par Joshua Cordes
- Musique : Nathan Whitehead
- Direction artistique : Aidan FioRito et Kevin C. Lang
- Décors : Ian Bailie, Daniel M. Berger, Tim Bider et Lauren Fitzsimmons
- Costumes : Anastasia Magoutas et Tania Soeprapto
- Photographie : Christopher Probst
- Son : Chris David, Jason Dotts, Michael Baird
- Montage : Sean Albertson et Banner Gwin
- Production : Matthew E. Chausse, Greg et Colin Strause

Production exécutive : John Radel
Production déléguée : Maguy R. Cohen, Allen Dam, Matthew Helderman, Phil Hunt, Roman Kopelevich, Peter A. Lees,
Production déléguée : Allen Liu, Emilio Mauro, Li Kitty Rong, Compton Ross et Mike Wiluan
Production associée : Ben Brock, Jennifer Coccimiglio, Cody Hackman, Tom Harberd et Marino Kulas
Coproduction : John 'Duke' Duquesnay, Jason Hewitt, Steven Hoban, Peter Lam, Lindsey Martin, Nora Mediana et Robert Van Norden
Coproduction déléguée : Lucy Chen, Joe Listhaus, Robert Lane Sisung et Luke Taylor
- Sociétés de production[1] :
  - États-Unis : Beyond The Mothership et M45 Productions
  - Singapour : Infinite Frameworks Pte. Ltd.
  - Indonésie : Infinite Frameworks Studios
  - Royaume-Uni : en association avec Head Gear Films, Media Rights Entertainment et Metrol Technology
  - Chine : en association avec Hongmaisui International Culture (Beijing) Co.
  - Canada : en association avec North Hollywood Films
- Société de distribution : 
  - États-Unis : Vertical Entertainment
  - Chine : E Stars Films
  - Royaume-Uni : Signature Entertainment (DVD)
  - France : Netflix France (VOD)[2].
- Budget : 14 millions de $ (estimation)[3]
- Pays d'origine :  États-Unis,  Canada,  Royaume-Uni,  Indonésie,  Chine,  Singapour
- Langues originales : anglais, indonésien
- Format[4] : couleur - D-Cinema - 2,35:1 (Cinémascope) - son Dolby Digital
- Genre : science-fiction, thriller, action, aventures
- Durée : 106 minutes
- Dates de sortie[5] :
  - Canada : 14 octobre 2017 (Festival du film après la nuit de Toronto)
  - Royaume-Uni : 28 octobre 2017 (Horror Channel FrightFest) ; 8 janvier 2018 (sortie directement en DVD)
  - Indonésie : 1er novembre 2017
  - États-Unis : 15 décembre 2017
  - France : 27 février 2018 (sortie en VOD) ; 28 février 2018 (sortie en DVD et Blu-ray)[6],[7],[8]
- Classification[9] :
  -  États-Unis : Interdit aux moins de 17 ans (certificat #50744) (R – Restricted) [Note 1].
  -  Canada (Ontario) : Interdit aux moins de 18 ans (R - Restricted).
  -  Royaume-Uni : Interdit aux moins de 15 ans (15 - Suitable only for 15 years and over)[10].
  -  Indonésie : Convient aux 17 ans et plus (17+ : Suitable for ages 17 and above)[11],[12].
  -  Chine : pas de système
  -  Singapour : Interdit aux personnes de moins de 16 ans. (NC16 - No Children under 16).
  -  France : Tous publics avec avertissement (des scènes, des propos ou des images peuvent heurter la sensibilité des spectateurs)[6].

## Distribution
- Frank Grillo (VF : Antoine Nouel) : Mark Corley
- Bojana Novakovic (VF : Margaux Laplace) : Audrey
- Jonny Weston (VF : Benjamin Pascal) : Trent Corley
- Iko Uwais (VF : Philippe Bozo) : Sua
- Callan Mulvey (VF : Jérôme Keen) : Harper
- Yayan Ruhian : le Chef
- Betty Gabriel : Sandra Jones
- Antonio Fargas (VF : Jean-Paul Pitolin) : Sarge
- Pamelyn Chee (VF : Marie Giraudon) : Kanya, la sœur de Sua
- Samantha Jean (VF : Claire Morin) : Elaine
- Valentine Payen (VF : Marianne Leroux) : Rose
- Jacob Vargas (VF : Franck Sportis) : Garcia
- Joanne Baron : Regina
- Karen Glave (VF : Daria Levannier) : Carol
- Lindsey Morgan : le capitaine Rose

## Production
Le tournage a eu lieu à Yogyakarta, au Temple de Prambanan et à Batam en Indonésie pour les séquences se déroulant au Laos. De nombreux plans ont aussi été tournés à Toronto, ainsi qu'en Californie, à la marina Del Rey, sur la plage de Del Rey, dans le port et dans la ville de Los Angeles.

## Accueil

### Accueil critique
Le site Rotten Tomatoes sur un total de 12 critiques lui attribue la note de 6,1 sur 10.
Dans Variety, Dennis Harvey souligne que « le film n'a rien à envier à son prédécesseur en termes de rythme et peut s'enorgueillir d'être une bonne suite » et est qualifié de « plaisir coupable ». « Ne se prenant jamais au sérieux, il évite de tomber dans le ridicule ». Harvey souligne aussi la qualité du montage qui est à couper le souffle rendant le long métrage énergique et n'ayant rien à envier à d'autres plus gros blockbusters du genre sans parler des décors naturels indonésiens sublimés par la réalisation.
Den of Geek lui attribue une note de 4 sur 5. La critique Kirsten Howard le trouve très bon même si elle reconnaît que le long métrage met un peu de temps à démarrer, surtout sur les 20 premières minutes le temps d'installer les personnages. Elle souligne la qualité des effets visuels qui sont "fantastiques" et se désole que le film n'ait pas eu droit à une sortie en salles de plus grande ampleur, sans promotion comme son prédécesseur.
Dans le New York Times, le critique Glenn Kenny trouve le film simplement ridicule et rempli de clichés et ne trouve pas Grillo crédible en héros de film d'action.
Sur le site Rogerebert.com, le critique Nick Allen lui accorde 2 étoiles sur 5. Il souligne que le film ne réussit qu'à prouver une chose, que l'"on peut produire un film a effets spéciaux sans dépenser des centaines de millions de dollars de budget pour un résultat équivalent".
Sur le site IGN, la critique Whitney Seibold trouve que le film recèle d'effets visuels créatifs ainsi que des chorégraphies de combat bien menées et finalement fun et qu'il tiendra sinon éveillé du moins diverti durant toute la durée du métrage si l'on ne tient pas compte des clichés concernant les personnages vus et revus. Le note attribuée au film est de 6,1 sur 10.

### Box-office
Le film a eu une sortie somme toute confidentielle en Russie et en Lituanie ainsi qu'aux États-Unis. Il est sorti en 70 salles en Lituanie rapportant 7 583 dollars de recettes et en Russie dans 718 salles avec des recettes de 568 293 dollars.
Dans la plupart des pays, le film ne sort qu'en vidéo à la demande ou en DVD. Il est ensuite également inclus dans l'offre de Netflix.